# Флаг Мамадышского района
Флаг Мамады́шского муниципального района Республики Татарстан Российской Федерации — опознавательно-правовой знак, служащий официальным символом муниципального образования.

## Описание
«Флаг Мамадышского муниципального района представляет собой прямоугольное полотнище с отношением ширины к длине 2:3, состоящее из трёх горизонтальных полос: зелёной (габаритной шириной в 7/9 ширины полотнища), волнистой белой — в 1/10 ширины, и голубой; посередине зелёной полосы изображены фигуры герба района: жёлтый сноп, перевязанный красной лентой и два белых серпа по сторонам, остриями к снопу».

## Обоснование символики
Флаг Мамадышского района создан с учётом герба, который разработан на основе исторического герба уездного города Мамадыш Казанской губернии, Высочайше утверждённого 18 (29) октября 1781 года. Подлинное описание исторического герба гласит:

«Въ верхней части щита гербъ Казанскій, въ нижней — два серебряные серпа и въ срединѣ оных золотой снопъ пшеницы въ зеленомъ полѣ, въ знакъ изобилія сей страны всякого рода житомъ».

Зелёный цвет поля символизирует природу, надежду, весну и здоровье.
Золотой (жёлтый) сноп — традиционный символ единства сил и духовных устремлений, плодородия и богатства. Сноп, перевязанный красной лентой, также аллегорически указывает на неразрывную связь городского и сельских поселений, входящих в состав района.
Золото (жёлтый цвет) — символ богатства, прочности, великодушия, стабильности.
Красный цвет — символ силы, мужества, труда, красоты и праздника.
Серебряные (белые) серпы символизируют сельскохозяйственную направленность Мамадышского района и трудолюбие его населения.
В жизни района огромную роль играют водные ресурсы, что отражено голубой и серебряной (белой) полосой. Голубая полоса символизирует реку Каму и другие малые реки. Голубой цвет — символ чести, благородства, духовности. Серебряная полоса аллегорически указывает на реку Вятку: одно из названий Вятки — Нократ — в переводе с татарского языка означает «серебряная река».
Серебро (белый цвет) — символ чистоты, совершенства, мира и взаимопонимания.